# 全球老虎日
全球老虎日，又称世界爱虎日、国际老虎日，为每年的7月29日，于2010年的保护老虎国际论坛上确立。

## 起源
2010年1月，泰国召开的老虎保护亚洲部长级会议提出将每年的7月29日设为“全球老虎日” 。
2010年11月，于俄罗斯圣彼得堡召开的“保护老虎国际论坛”（老虎峰会）通过了“全球野生虎种群恢复计划”并发表了《全球野生虎分布国政府首脑宣言》，倡议共同努力促进野生虎及栖息地的保护，并确定每年的7月29日为“全球老虎日” 。